# Kang Kyung-wha
Dans ce nom coréen, le nom de famille, Kang, précède le nom personnel.
Kang Kyung-wha est une femme politique et diplomate sud-coréenne, née le 7 avril 1955 à Séoul.
Elle intègre le ministère des Affaires étrangères de son pays en 1998. Elle travaille avec les Nations unies depuis 2001, d'abord à la tête de la délégation diplomatique sud-coréenne à l'ONU, puis elle entre dans l'organisation en 2005 comme vice-Haut-Commissaire des Nations unies aux droits de l'homme, puis entre 2013 et 2017 comme sous-secrétaire générale au Bureau des affaires humanitaires de l'ONU (OCHA). Elle devient conseillère spéciale pour les affaires politiques, poste qui n'existait pas avant, du secrétaire général de l'ONU, António Guterres, en décembre 2016.
Le 18 juin 2017, elle est nommée ministre des Affaires étrangères de Corée du Sud sous le gouvernement de Moon Jae-in, la première femme à ce poste en Corée du Sud.

## Biographie
Kang Hyung-wha est née à Séoul en 1955, elle a étudié dans l'université Yonsei pour obtenir une licence de science politique et de diplomatie. Elle a par la suite obtenu un master en communication de masse puis elle a obtenu aux États-Unis, à l'université du Massachusetts, un doctorat en communication interculturelle.

## Carrière

### Débuts
Elle a commencé sa carrière professionnelle en travaillant au Korean Broadcasting System et a donné des conférences en Corée du Sud et aux États-Unis.
Puis elle a travaillé à l'Assemblée nationale de Corée du Sud en assistant la présidente de Corée sur des questions liées aux droits de l'homme, aux progrès des droits des femmes et à la diplomatie parlementaire et à diverses organisations de femmes en Corée, dont le Conseil coréen des femmes.

### Ministère des affaires étrangères et du commerce
En 1998, elle rejoint le ministère des Affaires étrangères en tant qu'ambassadrice des affaires multilatérales et directrice générale des organisations internationales dans ce ministère.
De septembre 2001 à juillet 2005, elle est représentante permanente de la République de Corée auprès des Nations unies et dirige donc la mission de la Corée du Sud à l'ONU et a assumé la présidence de la Commission de la condition de la femme pour les 48e et 49e sessions en mars 2005 qui ont marqué le dixième anniversaire de la Conférence mondiale sur les femmes et a réaffirmé la Déclaration et le Programme d'action de Pékin pour la promotion de la femme et l'égalité des sexes.

### Nations Unies
De 2006 à 2013, elle est rentrée aux Nations-Unies, avec un mandat de vice-Haut-Commissaire des Nations unies aux droits de l'homme, nommée par le secrétaire général des Nations unies de l'époque, Kofi Annan.
Elle a été dans le même temps directrice générale de l’Organisation internationale du ministère des Affaires étrangères et du Commerce de la République de Corée,.
Le 18 mars 2013, Kang Kyung-wha est nommée secrétaire générale adjointe de la Corée du Sud, sous-secrétaire générale au Bureau des affaires humanitaires de l'ONU (OCHA) par Ban Ki-moon, remplaçant Catherine Bragg pour la mission de principale conseillère du secrétaire général des Nations unies pour les affaires humanitaires, assurant la coopération entre New York et Genève sur le terrain.
En décembre 2016, le nouveau secrétaire général de l'ONU, António Guterres, l'intègre dans son équipe en tant que conseillère spéciale pour les affaires politiques, poste qui n'existait pas jusque là,,.

### Ministre des Affaires étrangères
Le 18 juin 2017, elle est nommée ministre des Affaires étrangères de Corée du Sud, la première femme à accéder à ce poste en Corée du Sud,.
Le 27 décembre 2017, une commission du ministère des Affaires étrangères sud-coréens rend des conclusions en travaillant sur l'accord établi en décembre 2015 avec le Japon à propos des femmes de réconfort, pour résoudre cette question « de manière irrémédiable et définitive »[évasif], cela entrainant l'indécision du président japonais Shinzo Abe sur sa présence à la cérémonie d'ouverture des Jeux olympiques d'hiver de 2018 en Corée du Sud.

## Galerie

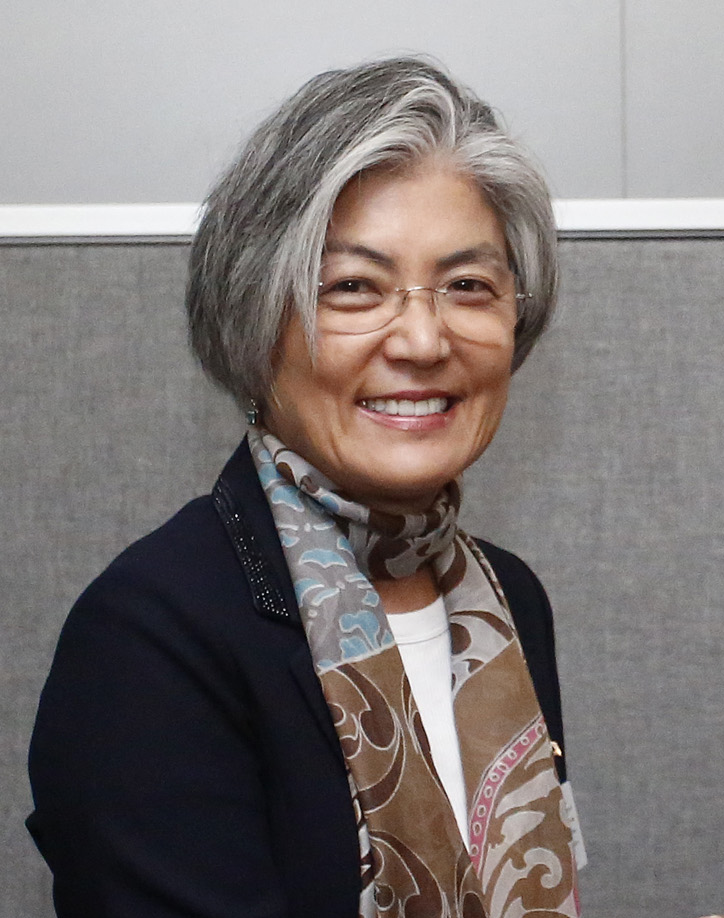
Kang Kyung-wha à l'Assemblée générale des Nations unies en 2017.
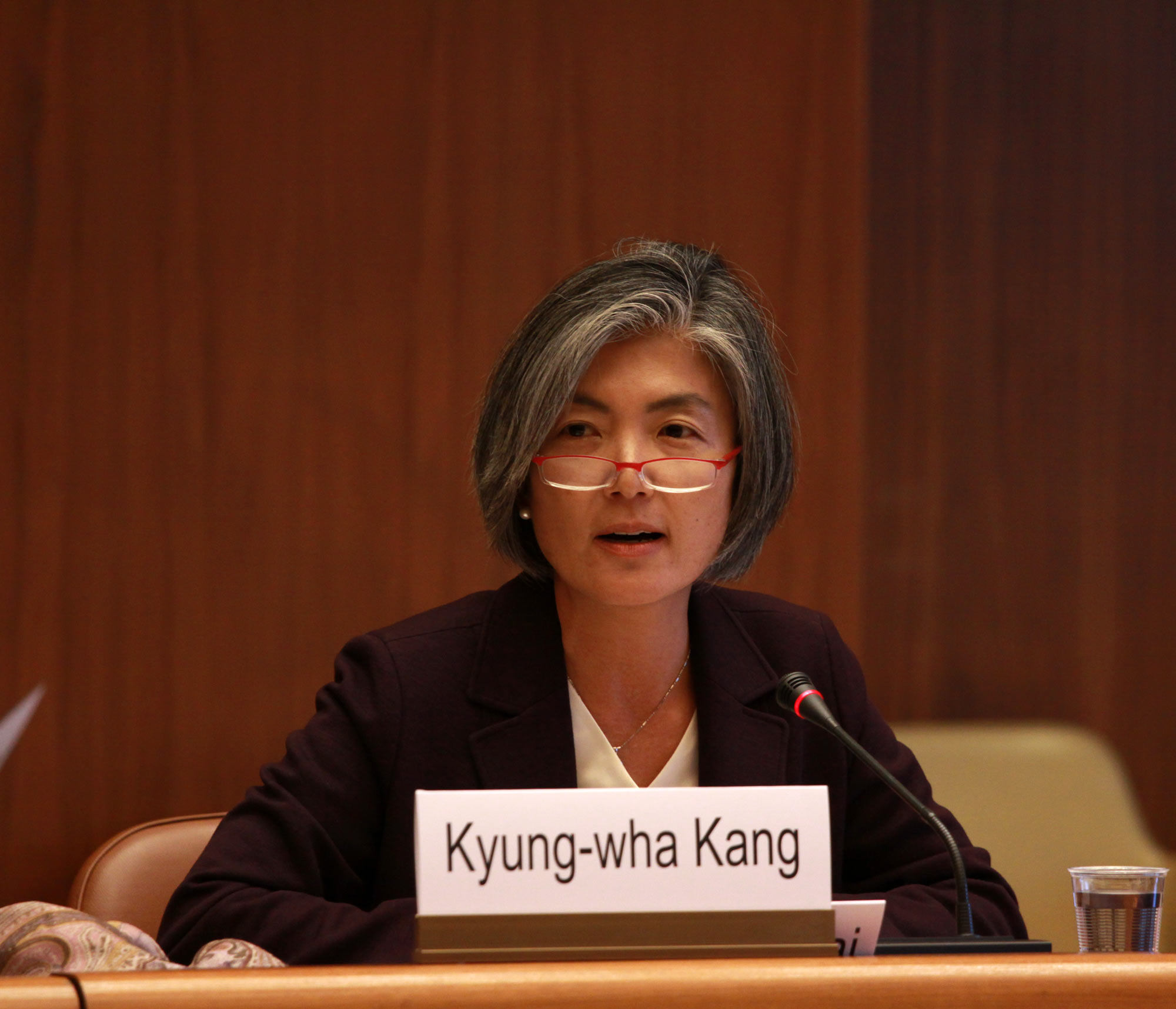
Kang Kyung-wha au Haut-Commissariat des Nations unies aux droits de l'homme en 2009.
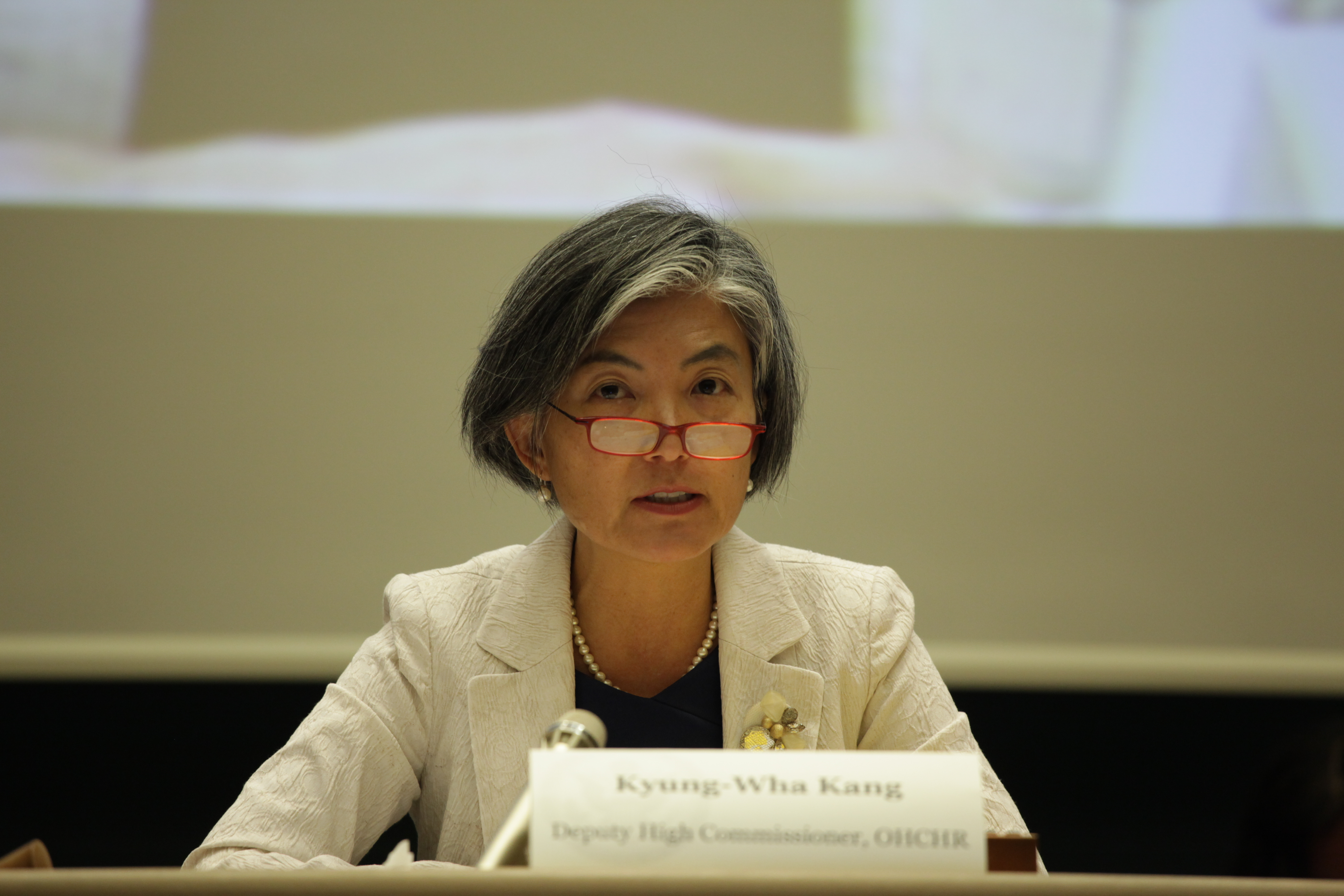
Kang Kyung-wha lors d'une table ronde pour examiner les moyens de mettre fin à la violence sexuelle dans les conflits armés, le 17 mars 2011.
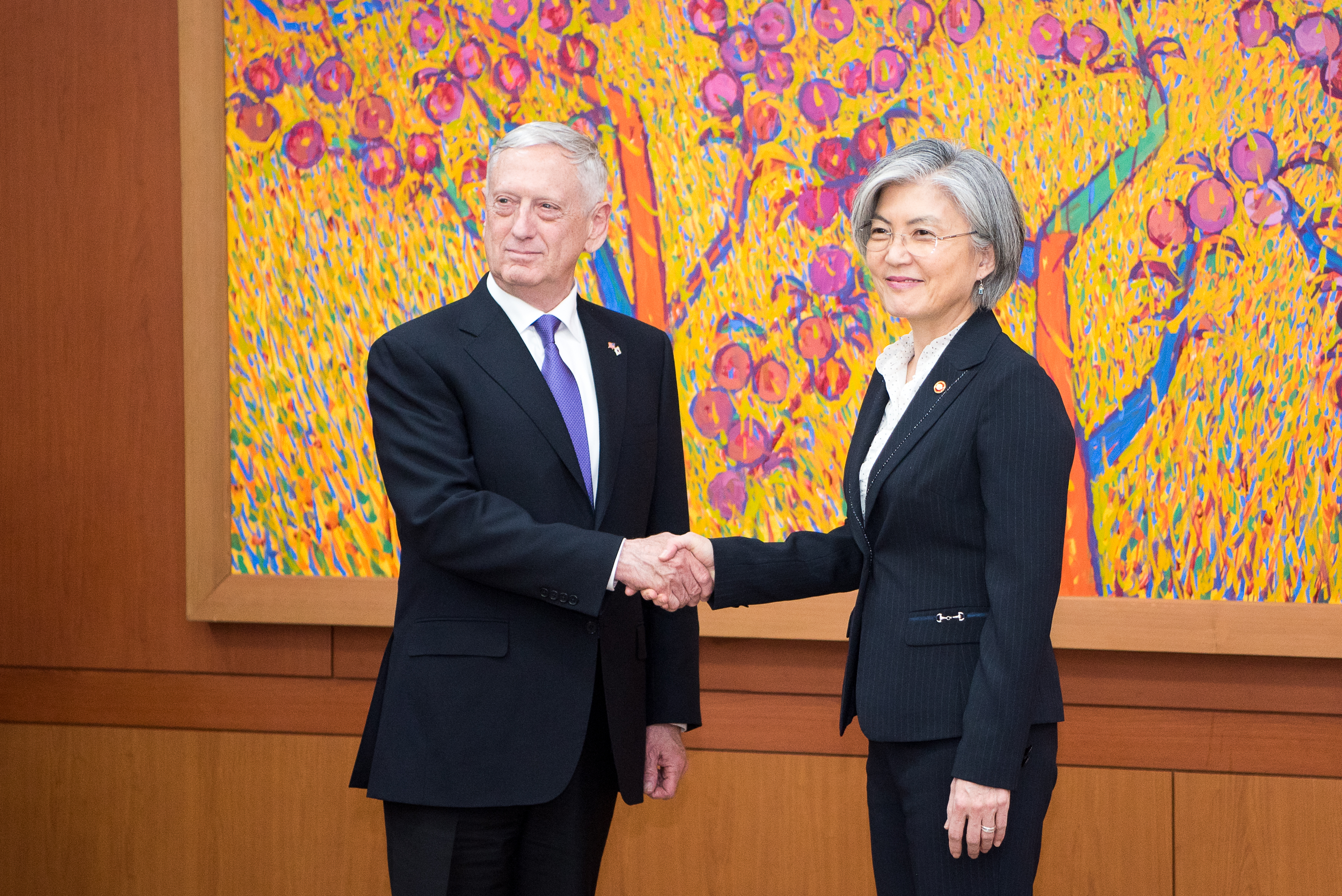
James Mattis et Kang Kyung-wha, lors d'une visite à Séoul, le 27 octobre 2017.
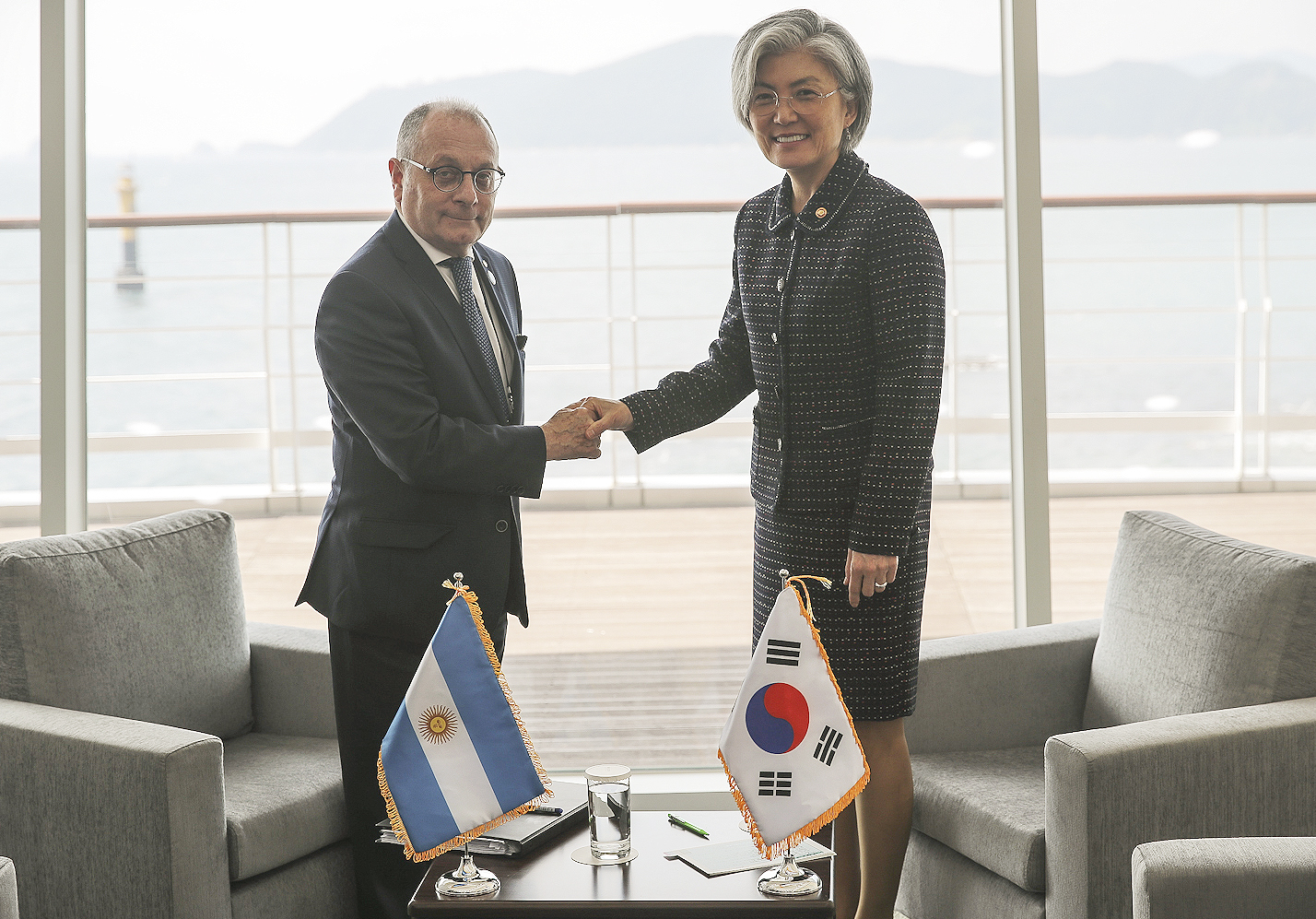
Jorge Faurie et Kang Kyung-wha lors d'une réunion bilatérale, dans le cadre du Forum de coopération Amérique latine-Asie de l'Est (FOCALAE) dans la ville coréenne de Busan.
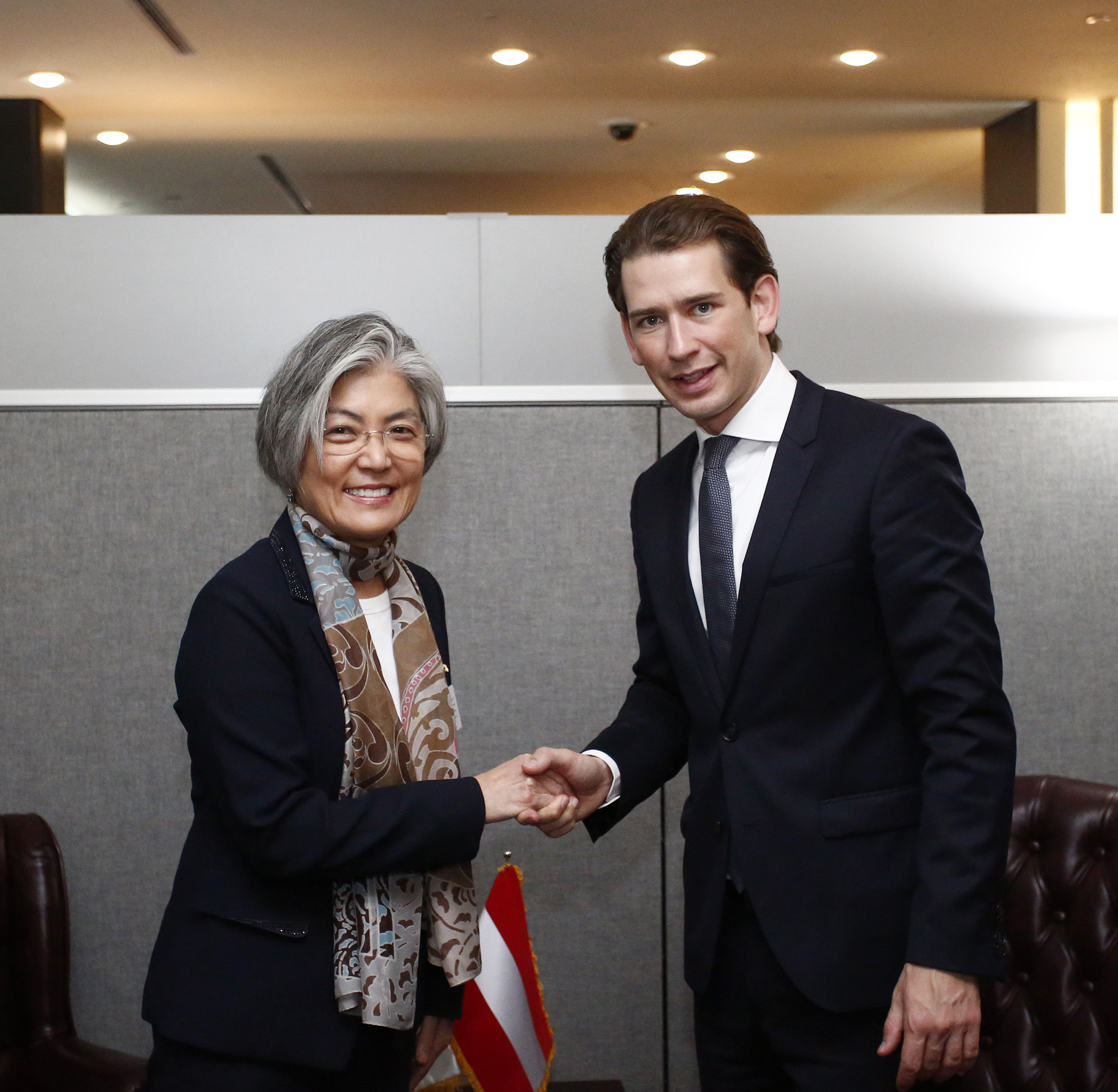
Kang Kyung-wha avec Sebastian Kurz à l'Assemblée générale des Nations unies en 2017.
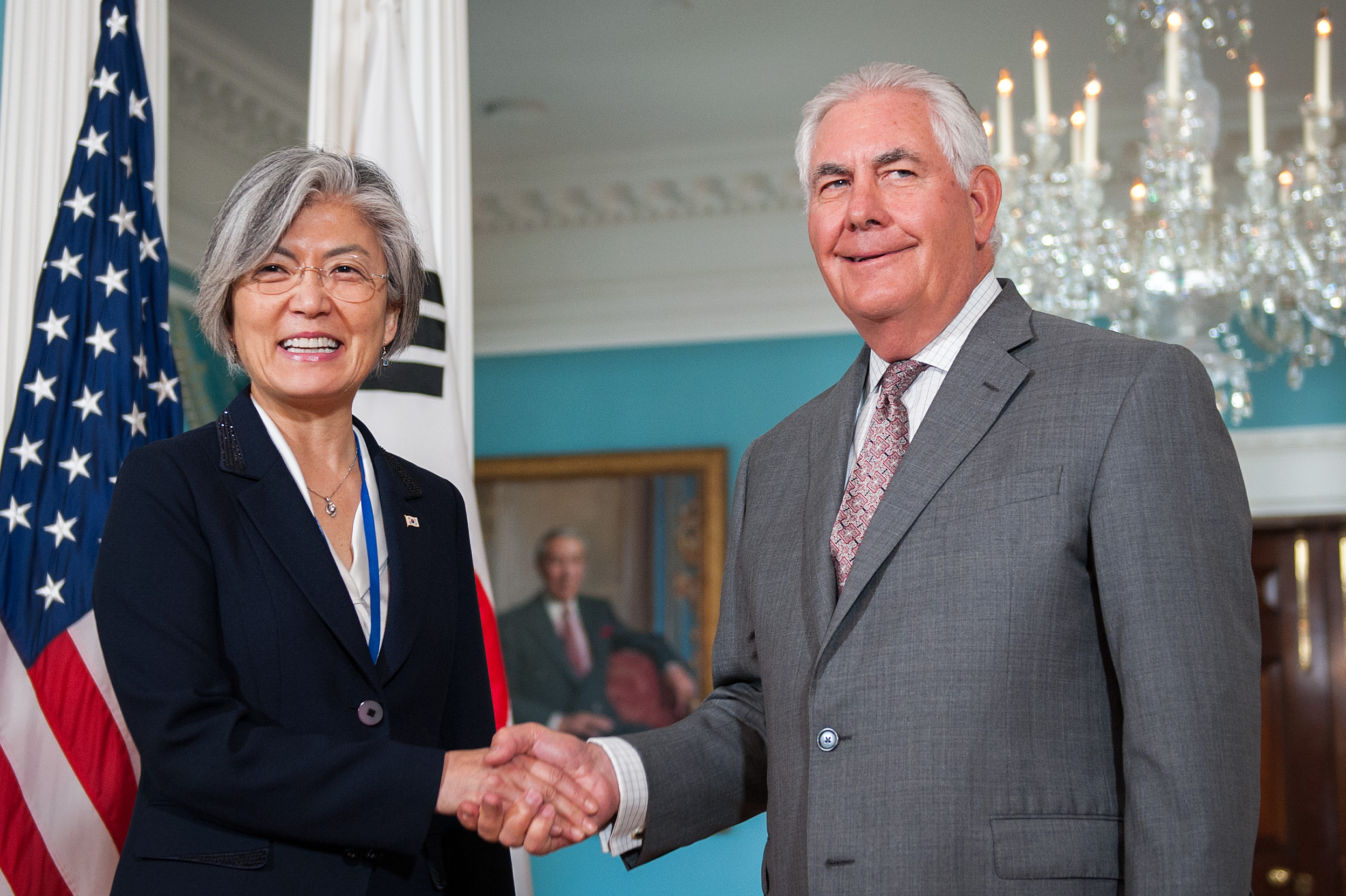
Rex Tillerson et Kang Kyung-wha avant leur rencontre à Washington.
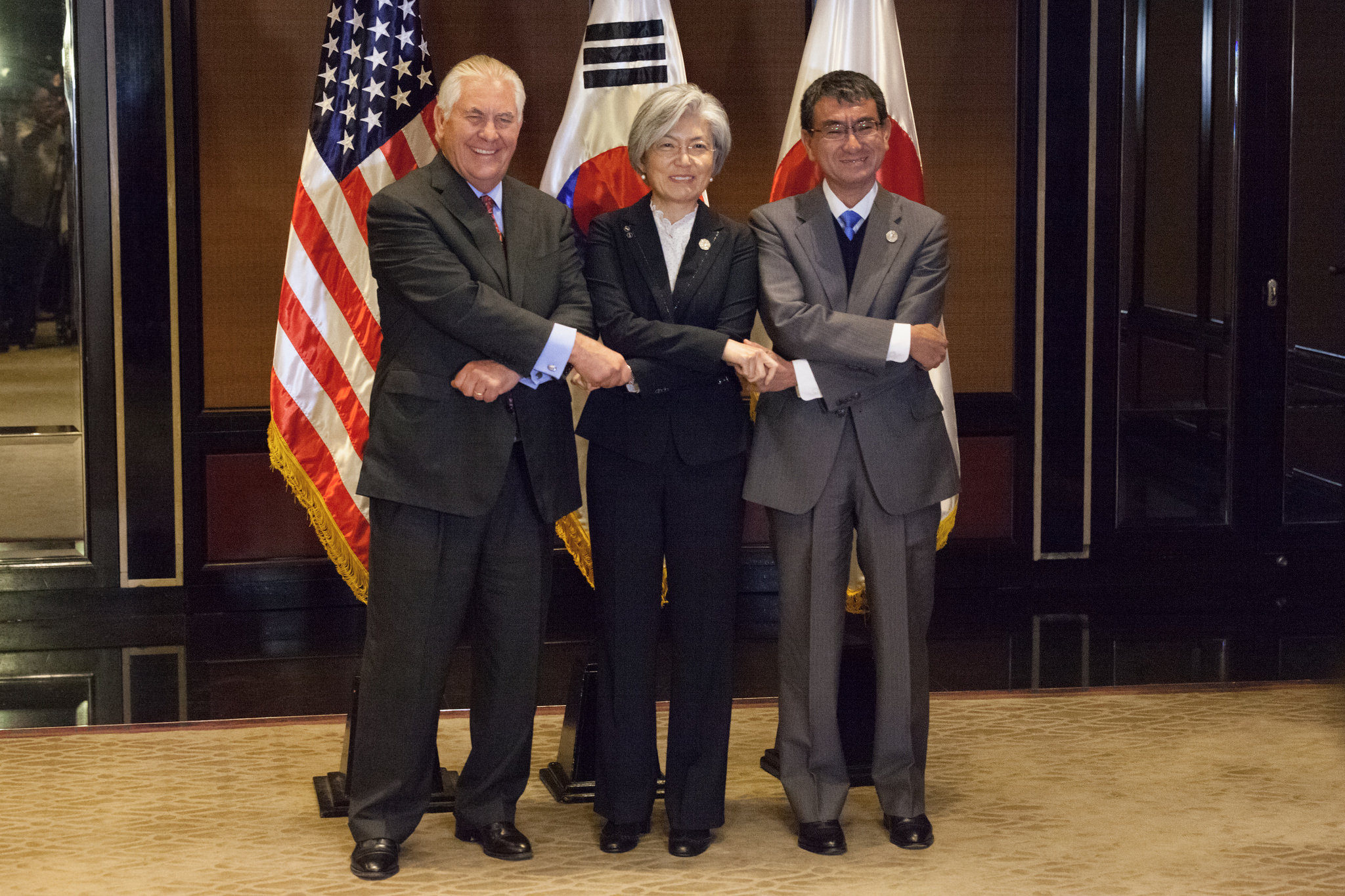
Rencontre entre ministres des Affaires étrangères des États-U (Tillerson), de la Corée du Sud (Kang Kyung-wha), et du Japon (Taro Kono), à Manille (Philippines) le 7 aout 2017.